# 박태덕
박태덕(朴泰德, 1955년 ~ )은 조선민주주의인민공화국의 정치인이다. 조선로동당 중앙위원회 정치국 위원과 정무국 부위원장 겸 농업부 부장이다.

## 경력
2007년 1월 평안남도 안주시 당위원회 책임비서를 거쳐, 2010년 9월이후 황해북도 당위원회 책임비서를 맡고 있다. 2010년 9월, 조선로동당 중앙위원회 위원에 선임되었다.

## 기타
2010년 11월 조명록, 2011년 김정일 사망 당시에 국가 장의위원회 위원을 맡았다.

## 같이 보기
- 조선민주주의인민공화국의 정치